# Architettura x87
x87 è un subset di istruzioni matematiche della famiglia di processori Intel x86. È chiamata così perché inizialmente queste istruzioni erano processate da un chip esterno chiamato 8087.
Come altre estensioni del set di istruzioni basilare del processore, queste istruzioni non sono strettamente necessarie ai programmi per funzionare. Invece, esse provvedono al supporto hardware per i calcoli matematici più usati, permettendo a questi compiti di essere svolti in poche istruzioni. Ad esempio, il set di istruzioni x87 include istruzioni per calcolare il seno e il coseno di un valore. 
I compilatori moderni, incluso il GCC, usano questo set di istruzioni espanso per rendere il codice più veloce, grazie all'ottimizzazione del codice. 

## Lista delle generazioni x87
- 8087
- 80287
- 387
- 487 - incluso nel processore 486DX
- 587 - l'unico di essi è il NexGen Nx587